# Г'янгцзе
Г'янгцзе (кит. 江孜镇, пін. Jiāngzī Zhèn) — містечко у КНР, адміністративний центр однойменного повіту міста-префектури Шигацзе.

## Географія
Г'янгцзе розташовується у південно-східній частині регіону У-Цанг.

### Клімат
Містечко перебуває у зоні так званої «гірської тундри», котра характеризується кліматом арктичних пустель. Найтепліший місяць — червень із середньою температурою 11.7 °C (53.1 °F). Найхолодніший місяць — січень, із середньою температурою -6.1 °С (21 °F).
| Клімат Г'янгцзе         | Клімат Г'янгцзе | Клімат Г'янгцзе | Клімат Г'янгцзе | Клімат Г'янгцзе | Клімат Г'янгцзе | Клімат Г'янгцзе | Клімат Г'янгцзе | Клімат Г'янгцзе | Клімат Г'янгцзе | Клімат Г'янгцзе | Клімат Г'янгцзе | Клімат Г'янгцзе | Клімат Г'янгцзе |
| Показник                | Січ.            | Лют.            | Бер.            | Квіт.           | Трав.           | Черв.           | Лип.            | Серп.           | Вер.            | Жовт.           | Лист.           | Груд.           | Рік             |
| Середня температура, °C | −6,1            | −3,4            | 0,2             | 4               | 7,9             | 11,7            | 11,6            | 10,6            | 9,1             | 4,5             | −1              | −5              | 3,7             |
| Норма опадів, мм        | 0.8             | 1.1             | 2.5             | 4.5             | 12.3            | 33.4            | 71              | 80.8            | 32.6            | 7.6             | 2.7             | 1.2             | 250.5           |
| Днів з опадами          | 0,9             | 0,9             | 1,9             | 3,7             | 9,1             | 15,2            | 21,2            | 22,7            | 14,9            | 4,2             | 1,4             | 0,6             | 96,7            |
| Вологість повітря, %    | 43.1            | 46.4            | 50.5            | 54.9            | 57.5            | 62.1            | 67.5            | 68.5            | 65.5            | 55.9            | 48.5            | 44              | 55.4            |
| ----------------------- | --------------- | --------------- | --------------- | --------------- | --------------- | --------------- | --------------- | --------------- | --------------- | --------------- | --------------- | --------------- | --------------- |
| Джерело: Weatherbase    |                 |                 |                 |                 |                 |                 |                 |                 |                 |                 |                 |                 |                 |